# OSN News
OSN News, anciennement Orbit News, est une chaîne de télévision d'information en continu américaine disponible par câble ou par satellite. Elle diffuse une sélection d'émissions d'information de grandes chaînes généralistes américaines dont ABC, NBC, CBS et PBS et des chaînes d'information en continu MSNBC et Fox News. Elle permet généralement aux expatriés américains de recevoir les programmes télévisés américains à l'étranger. La chaîne est disponible en Europe, au Moyen-Orient et en Afrique du Nord, toutefois des problèmes de droits empêchent les câblo-opérateurs européens de diffuser des chaînes américaines, ceci malgré le fait que ceux-ci, notamment dans les pays scandinaves, soient intéressés pour diffuser la chaîne.
Au Moyen-Orient et en Afrique du Nord, la chaîne est disponible sur le satellite Nilesat 101 à 7.0° Ouest. En Europe, elle est disponible sur Atlantic Bird 2 à 8.0° Ouest.

## Sources
- (en) Cet article est partiellement ou en totalité issu de l’article de Wikipédia en anglais intitulé « OSN News » (voir la liste des auteurs).